# Galaxius Mons

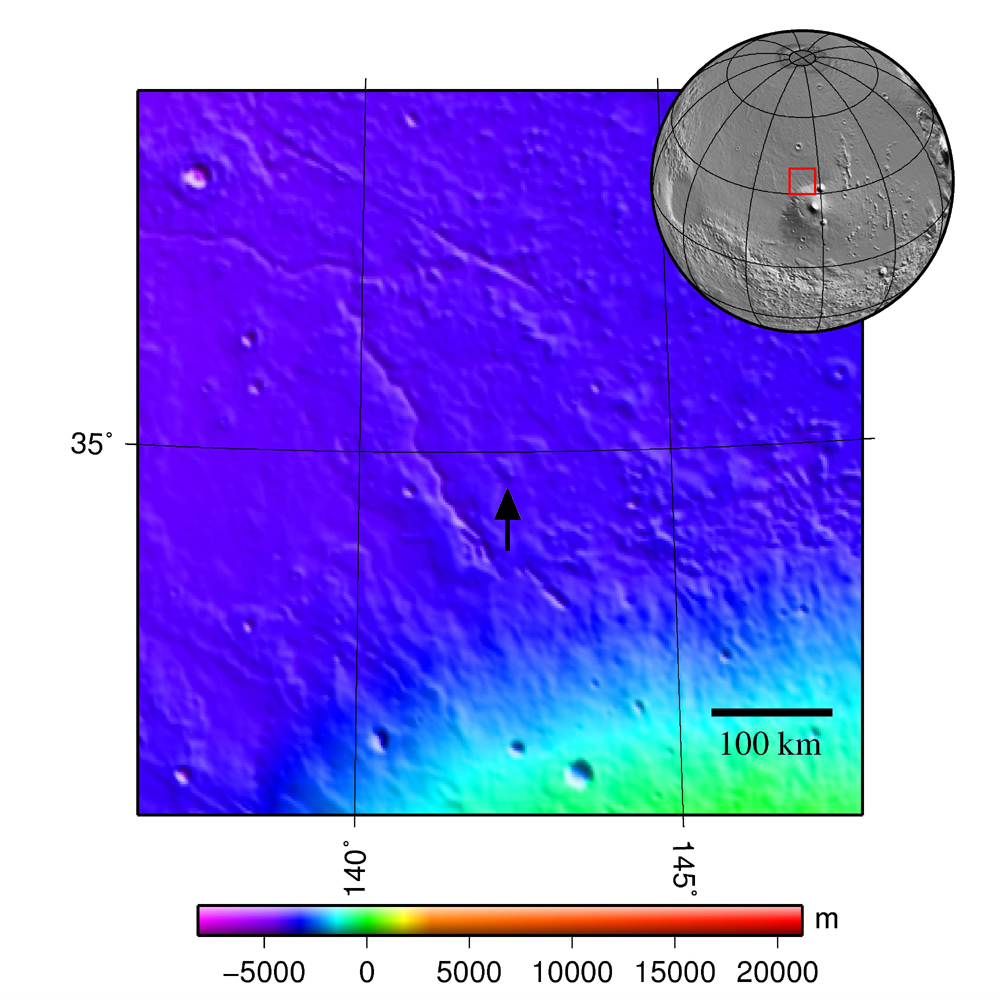
Mapa topograficzna okolic góry Galaxius Mons

Galaxius Mons to góra na powierzchni Marsa, znajdująca się na północ od wulkanu Elysium Mons. Jej średnica wynosi 22 km, a wysokość 3 km ponad terenem.
Nazwę góry przyjęto w 1991 roku od zaburzenia albedo. Dawniej nazywano ją Hrad Ridge. Przypuszcza się, że powstała w wyniku podziemnej erupcji lodu wodnego i lawy, która utworzyła masyw góry.